# Roger Furst
Pour les articles homonymes, voir Furst.
Roger Furst, né le 22 mai 1912 à Belfort et mort le 14 novembre 1972 à Soultz, est un militaire et résistant français, compagnon de la Libération. Mécanicien de l'armée de l'air au moment où commence la seconde guerre mondiale, il décide de se rallier à la France libre et participe à de nombreuses missions de bombardement aérien au-dessus de l'Afrique et de l'Europe.

## Biographie

### Jeunesse et engagement
Roger Furst naît le 22 mai 1912 à Belfort, alors dans l'arrondissement subsistant du Haut-Rhin. En mai 1934, il part effectuer son service militaire et est promu caporal en octobre. À la fin de son service en mai 1935, il décide de rester dans l'armée et s'engage dans l'aviation. D'abord formé à Reims, il passe ensuite un brevet de mécanicien avion à Rochefort en octobre 1936. Sa formation terminée, il revient à Reims comme mécanicien et est promu sergent en mai 1937.

### Seconde Guerre mondiale
En 1939, lors du déclenchement de la seconde guerre mondiale, il est affecté au Groupe Aérien d'Observation no 552 avec lequel il effectue des missions de reconnaissance et de liaisons jusqu'en juin 1940. Après l'armistice du 22 juin 1940, il reste dans l'armée et demande une mutation au Proche-Orient. Arrivé à Beyrouth le 28 novembre 1940, il est affecté à la base aérienne de Rayak. Décidé à entrer en résistance, il intègre un mouvement clandestin et commande un poste radio en lien avec l'état-major du général Catroux. Après la campagne de Syrie à l'été 1941, il se rallie officiellement à la France libre et s'engage dans les forces aériennes françaises libres le 4 août. Breveté comme radio-mitrailleur en octobre 1941, il est affecté au Groupe de bombardement Lorraine. D'octobre 1941 à mars 1942, il effectue de nombreuses missions de bombardement et de reconnaissance, au-dessus de la Libye au sein de l'équipage de Marcel Langer et au large de la Palestine et de Saint-Jean d'Acre avec l'équipage de Jean de Goujon de Thuisy.
En janvier 1943, il est affecté à la base de Camberley en Angleterre pour y suivre une formation. Promu adjudant en mai suivant, il retrouve en septembre le groupe « Lorraine » qui a lui aussi rejoint la Grande-Bretagne. Affecté à l'escadrille « Metz » du groupe, il intègre l'équipage de François Rozoy et effectue des missions de bombardement sur la France, la Belgique et les Pays-Bas. Le 14 janvier 1944, alors que son appareil effectue une attaque sur une base de lancement de V1 dans la Somme, Roger Furst est blessé par l'éclat d'un obus de la Flak. Cependant, il continue d'assurer sa mission et aide son pilote lui-même blessé, lui permettant de regagner l'Angleterre et d'effectuer un atterrissage de fortune. Cité à l'ordre de l'armée aérienne à la suite de cette action, il est promu adjudant-chef après sa convalescence. Reprenant son poste de radio-mitrailleur, il effectue de nombreuses missions au-dessus de l'Europe et reçoit deux autres citation à l'ordre de l'armée. En juillet 1944, après 92 missions de guerre et plus de 150 heures de vol, il bénéficie d'une période de congé avec son équipage. Le mois suivant, il est muté comme instructeur à l'école de radio de Madley où il termine la guerre après avoir été promu sous-lieutenant en novembre 1944.

### Après-guerre
Poursuivant sa mission d'instructeur après la guerre, il retourne en France en février 1946 et est promu lieutenant en novembre de la même année. Affecté d'abord dans plusieurs bases françaises, il est détaché en 1949 dans la zone d'occupation américaine en Allemagne. Il est promu capitaine en 1952. Après un séjour en Indochine de 1954 à 1956, il prend le commandement de la 13e escadre de chasse en février 1957. Devenu Commandant en avril 1960, il prend en 1962 la tête du détachement français de liaison auprès de l'US Air Force au sein de la base aérienne de Phalsbourg. Atteint par la limite d'âge en 1966, il quitte l'armée avec le grade de lieutenant-colonel.
Roger Furst meurt le 14 novembre 1972 à Soultz où il est inhumé.

## Décorations
|  |  |  |
|  |  |  |

| Officier de la Légion d'honneur             | Officier de la Légion d'honneur             | Officier de la Légion d'honneur             | Compagnon de la Libération          | Compagnon de la Libération          | Compagnon de la Libération          | Médaille militaire | Médaille militaire | Médaille militaire |
| Croix de guerre 1939-1945 Avec trois palmes | Croix de guerre 1939-1945 Avec trois palmes | Croix de guerre 1939-1945 Avec trois palmes | Médaille de la Résistance française | Médaille de la Résistance française | Médaille de la Résistance française | Médaille coloniale | Médaille coloniale | Médaille coloniale |

## Hommages
- À Soultz, la rue Colonel Roger Furst, a été baptisée en son honneur.